# Acicula
Acicula is een geslacht van weekdieren uit de klasse van de Gastropoda (slakken). Het is het typegeslacht van de familie Aciculidae. De oudste soort van het geslacht komt uit het Chattien (Oligoceen, Paleogeen).

## Kenmerken
De kleine schelpen van het geslacht Acicula variëren in hoogte van 1,35 tot 6,2 mm en in breedte van 0,5 tot 1,85 mm. Ze zijn zeer conisch tot bijna cilindrisch met maximaal acht kransen. Ze zijn altijd meer dan twee keer zo hoog als breed. Een naadrand is min of meer duidelijk gevormd, of kan afwezig zijn. De versiering bestaat uit talrijke, min of meer regelmatig aangebrachte, verdiepte, radiaal lopende, fijne groeven. Het oppervlak is zeer glanzend, de schaal doorschijnend en kleurloos. Sommige soorten vormen een min of meer sterke, eenvoudige nekuitstulping, die bij volwassen exemplaren door een groef van de mondrand wordt gescheiden.
In verhouding tot de behuizing is het witachtige, doorschijnende lichaam relatief klein en slank. Het hoofd is van de hals gescheiden door een schuin naar de rand van de zool lopende groef. De zool is van het lichaam gescheiden door een zwakkere en een sterkere lengtegroef. De snuit op het hoofd kan ver naar voren worden gestrekt, maar een echte slurf is niet ontwikkeld. De lange, draadvormige voelsprieten zijn sterk samentrekkend. Het deksel op het achterste deel van de smalle basis hangt aan beide zijden over de basis. Het heeft kransen van 2½ tot 2¾.
De dieren zijn van verschillende geslachten. De weinige eieren die de vrouwtjes leggen, zijn erg groot in verhouding tot hun lichaamsgrootte.

## Geografische verspreiding en leefgebied
Het verspreidingsgebied van het geslacht Acicula strekt zich, met grote tussenruimten, uit van Groot-Brittannië in het westen, over Europa, Noord-Afrika, Klein-Azië tot Iran en Israël. De oudste soort van het geslacht Acicula is Acicula filifera Sandberger, 1862 uit het Chattien (Oligoceen, Paleogeen) van Duitsland.
De meeste soorten Aciculidae leven diep in de grond, onder verrot hout en onder bladeren tussen overwoekerde rotsblokken. Ten minste één soort, Platyla procax uit Montenegro, blijkt een echte holenslak te zijn. Voor zover bekend voeden de dieren zich met schimmeldraden en eieren van andere slakkensoorten.

## Soorten
Het geslacht Acicula werd in 1821 voorgesteld door Johann Daniel Wilhelm Hartmann. Typesoort per monotype is de soort Auricula lineata Draparnaud, 1805. Synoniemen zijn Acme Hartmann, 1821 en Pupula Charpentier, 1837 (typesoort per monotype: Auricula lineata Draparnaud, 1805. Aciula W. Hartmann, 1821 is het typegeslacht van de familie Aciculidae J.E. Gray, 1850.
Momenteel zijn 28 soorten van het geslacht bekend, waarvan 19 bestaande Acicula-soorten. Vijf Acicula-soorten zijn uitsluitend beschreven op basis van fossiele afzettingen. Vier recente Acicula-soorten zijn ook bekend uit Mioceenafzettingen.
- Acicula algerensis E. Gittenberger & Boeters, 1977
- Acicula beneckei (Andreae, 1883)
- Acicula benoiti (Bourguignat, 1864)
- Acicula corcyrensis (O. Boettger, 1883)
- Acicula disjuncta Boeters, E. Gittenberger & Subai, 1989
- Acicula douctouyrensis (Bertrand, 2004)
- Acicula fusca (Montagu, 1803) = Gegroefde naaldslak
- Acicula hausdorfi Boeters, E. Gittenberger & Subai, 1989
- Acicula hierae Liberto, Reitano, Viviano & Sparacio, 2020
- Acicula lallemanti (Bourguignat, 1864)
- Acicula letourneuxi (Bourguignat, 1864)
- Acicula limbata Reuss, 1861
- Acicula lineata (Draparnaud, 1801)
- Acicula lineolata (Pini, 1885)
- Acicula miaphene Subai, 2009
- Acicula moussoni O. Boettger, 1879
- Acicula multilineata Boeters, E. Gittenberger & Subai, 1989
- Acicula norrisi E. Gittenberger & Boeters, 1977
- Acicula palestinensis Forcart, 1981
- Acicula parcelineata (Clessin, 1911)
- Acicula persica Subai, 1981
- Acicula riedeli Boeters, E. Gittenberger & Subai, 1989
- Acicula szigethyannae Subai, 1977
- Acicula vezzanii Bodon, 1994